# كاظم حيدر
كاظم حيدر (1932-1985) فنان تشكيلي عراقي من مواليد بغداد عام 1932. عضو جمعية الفنانين التشكيليين ونقابة الفنانين. توفي جراء مرض اللوكيما في عام 1985.

## حياته

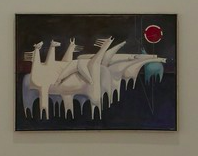
من أعمال كاظم حيدر.

حصل على البكالوريوس في الأدب من دار المعلمين العالية عام 1957، وأكمل دراسته الفنية في معهد الفنون الجميلة القسم المسائي في نفس عام تخرجه من دار المعلمين. كذلك درس فنون الرسم والديكور المسرحي واللثيوغرالف (الطباعة الحجرية)، والستين كلاس في الكلية المركزية للفنون بلندن وتخرج عنها عام 1963. وشارك في جميع المعارض العراقية المهمة التي أقيمت خارج العراق ،كما أقام معرضين شخصيين في بغداد عامي 1965 – 1969، وشارك في معرض الزاوية الأول ومعارض جماعة الرواد، وأسهم في تأسيس جماعة الأكاديميين عام 1971، وهو عضو في جمعية الفنانين التشكيليين ونقابة الفنانين. في عام 1971 بدأ كاظم اهتماما شديدا بديكور المسرح فارتبط بفرقة مسرح الفن الحديث، التي عهدت إليه أعمالها الكبيرة والمتميزة، مثل مسرحيات النخلة والجيران والشريعة وهاملت عربيا وبغداد الأزل بين الجد والهزل والخان والقربان وملحمة كلكامش.

## أبرز أعماله

### لوحات
- لوحة الحمّال (1955).
- لوحة أخبرنا كيف حدث ذلك (1957).[4]
- لوحة صراع البطل (1958)،
- درع حصين (سلسلة كربلاء) (1965).
- لوحة الشهيد (1969).[5]

### كتب
- التخطيط والألوان

## وفاته
توفي يوم الخميس 24 ديسمبر/كانون الأول 1985 على إثر مرضه بسرطان الدم وذلك عن عمر ناهز (53) عامًا.